# Mark Mazower
Mark A. Mazower (Londres, 1958) és un historiador britànic especialitzat en la història de Grècia i Europa. Actualment treballa com a professor d'Història a la Universitat de Colúmbia de Nova York (EUA).

## Formació
Mazower va llicenciar-se en Clàssics i Filosofia a la Universitat d'Oxford en 1981 i es va doctorar en la mateixa universitat en 1988. Així mateix, també posseeix un postgrau en Afers Internacionals (International Relations) de la Universitat de Sussex. També ha sigut a la Universitat de Princeton.
Mazower ha escrit per a diversos diaris des de 2002, incloent articles d'opinió dels principals afers internacionals i ressenyes de llibres per al Financial Times i The Independent.
Ha sigut nomenat membre del Consell Assessor de l'Associació Europea d'Educadors d'Història (EUROCLIO).

## Crítica
Mazower va ser criticat per Noam Chomsky per la seua "denegació de colossals atrocitats", després que l'historiador britànic va descriure amb indiferència el genocidi dels americans nadius, considerant-lo un "maltractament".

## Camps d'interès
Ha escrit extensament al voltant de la història dels Balcans i la història de Grècia. El seu llibre The Balkans: A Short History (en català, Els Balcans: una curta història) va guanyar el Wolfson History Prize i Inside Hitler's Greece: The Experience of Occupation, 1941–44 (en català, Dins la Grècia de Hitler: L'experiència de l'Ocupació, 1941-44) va guanyar el premi de Llibre de l'Any de la revista History Today. Salonica, City of Ghosts: Christians, Muslims and Jews 1430-1950 (en català, Salònica, ciutat de fantasmes: els cristians, els musulmans i els jueus 1430-1950) va obtindre els premis Runciman Award i Duff Cooper Prize.
A més, en la seua obra Mazower fa referència especialment a la Història d'Europa del segle xx en línies generals. En el seu llibre Dark Continent: Europe's 20th century (en català Continent Fosc: L'Europa del segle XX) va argumentar que el triomf de la democràcia a Europa no era inevitable, sinó més aviat el resultat de la casualitat i de l'acció política per part dels ciutadans i líders.
En el seu llibre Hitler's Empire: Nazi Rule in Occupied Europe (en català Imperi de Hitler: el règim nazi a l'Europa ocupada), Mazower compara la política d'ocupació nazi en els diferents països europeus.
El seu llibre més recent No Enchanted Palace va ser publicat el 2009. Narra els orígens de les Nacions Unides i els seus vincles estrictes amb el colonialisme i la seva organització predecessora, la Lliga de les Nacions.

## Publicacions
- Governing the world : the history of an idea (Penguin Press HC, 13 de setembre de 2012, ISBN 978-1-5942-0349-7)
- No Enchanted Palace: The End of Empire and the Ideological Origins of the United Nations (Princeton University Press, Princeton i Oxford, 2009, ISBN 978-1-4008-3166-1)
- Hitler's Empire: Nazi Rule in Occupied Europe (Allen Lane, 2008)
- Networks of Power in Modern Greece, (com a editor, C Hurst & Co Publishers Ltd, 2008)
- Salonica, City of Ghosts: Christians, Muslims and Jews, 1430-1950 (HarperCollins, 2004)
- Ideologies and National Identities: The Case of Twentieth-Century South-Eastern Europe (com a co-editor, Central European University Press, 2003)
- After the War was Over: Reconstructing the Family, Nation and State in Greece, 1943-1960 (com a editor, Princeton UP, 2000)
- The Balkans: A Short History (Weidenfeld and Nicolson, 2000), reimprès com The Balkans: From the End of Byzantium to the Present Day (Phoenix, 2002)
- Dark Continent: Europe's 20th Century (Knopf, 1998)
- The Policing of Politics in the Twentieth Century: Historical Perspectives (com a editor, Berghahn, 1997)
- Inside Hitler's Greece: The Experience of Occupation, 1941-44 (Yale UP, 1993)
- Greece and the Inter-War Economic Crisis, Clarendon Press, 1991 (primera publicació 1969), ISBN 0-19-820205-9, també traduïda al grec pel National Bank of Greece Cultural Foundation (2002).